# كرواني ماكلورين
كُرَوانيّ ماكلورين هو كرواني مفلطح ينشأ عندما يدور جسم سائل ذو جاذبية ذاتية أو كثافة موحدة بسرعة زاوية ثابتة. سمي هذا الكرواني باسم عالم الرياضيات الإسكتلندي كولين ماكلورين، الذي اقترحه كشكل للكرة الأرضية في عام 1742. في الواقع، شكل الأرض أقل فلطحة من سطح ماكلورين شبه الكروي، حيث أن الأرض ليست متجانسة، ولكن لها نواة معدنية كثيفة. يعتبر سطح ماكلورين شبه الكروي أبسط نموذج للأشكال الإهليلجية الدوارة في حالة التوازن لأن كثافتها –نظرياً- منتظمة.

## معادلة ماكلورين
بالنسبة للسطح الكروي ذو نصف المحور الرئيسي α، ونصف المحور الثانوي c، والسرعة الزاوية {\displaystyle \Omega } المعطى بمعادلة ماكلورين:
{\displaystyle {\frac {\Omega ^{2}}{\pi G\rho }}={\frac {2{\sqrt {1-e^{2}}}}{e^{3}}}(3-2e^{2})\sin ^{-1}e-{\frac {6}{e^{2}}}(1-e^{2}),\quad e^{2}=1-{\frac {c^{2}}{a^{2}}},}
حيث e هو اختلاف مركزي للقطوع الجنوبية للسطح الكروي، {\displaystyle \rho } تدل على الكثافة، وG هو ثابت الجاذبية الأرضية.
تتوقع المعادلة شكلين متوازنين محتملين عندما {\displaystyle \Omega \rightarrow 0}، الأول هو كرة {\displaystyle e\rightarrow 0} والآخر هو سطح كروي شديد التسطّح {\displaystyle e\rightarrow 1}. الحدّ الأقصى للسرعة الزاوية تحصل عند الاختلاف المركزي e = 0.92996 وقيمتها هي ###، مما يعني أنه عندما تزداد السرعة عن هذه القيمة لن تظهر أي أشكال متوازنة. الزخم الزاوي L هو:
{\displaystyle {\frac {L}{\sqrt {GM^{3}{\bar {a}}}}}={\frac {\sqrt {3}}{5}}\left({\frac {a}{\bar {a}}}\right)^{2}{\sqrt {\frac {\Omega ^{2}}{\pi G\rho }}}\ ,\quad {\bar {a}}=(a^{2}c)^{1/3}}
حيث M هي كتلة الكرة و{\displaystyle {\bar {a}}} هو نصف القطر، نصف القطر للكرة هو نفس نصف قطر السطح الكروي.

## الاستقرار
بالنسبة لسطح ماكلورين شبه الكروي ذو الاختلاف المركزي الذي يزيد عن e= 0.812670، يكون للقطع الناقص الدوراني المتوازن ذو الزخم الزاوي نفسه طاقة أقل. إذا كان هذا السطح الكروي يتكون من سائل لزج، وإذا كان يعاني من اضطراب ما يكسر تناظره الدوراني، فسوف يتحول تدريجياً إلى قطع ناقص دوراني، مع تبديد طاقته الزائدة على شكل حرارة. هذا ما يسمى علمياً بعدم الاستقرار المزمن.
ومع ذلك، بالنسبة للسطح الكروي الذي يتكون سائل لزج، فإن الاضطراب سيظهر على شكل تذبذب غير مخمد. يوصف هذا بالاستقرار الديناميكي أو (العادي).
إن سطح ماكلورين شبه الكروري ذو الاختلاف المركزي الأكبر من 0.952887 [3]غير مستقرّ ديناميكياً. حتى إن كان مكوناً من سائل لزج ولا يوجد أي مسبب لفقدان الطاقة، فإن الاضطراب الحاصل سينمو (بشكل مبدئي على الأقل) بشكل كبير. عدم الاستقرار الديناميكي يدل على عدم الاستقرار المزمن (والاستقرار المزمن يعني الاستقرار الديناميكي).